# Хей, хей ти
„Хей, хей ти“ е първата песен на българската певица Росица Кирилова от двадесет и първия ѝ студиен албум „25 години на сцената – Като да и не“.